# Anillo de Lindblad
El anillo de Lindblad es un gran anillo de gas y polvo interestelar situado dentro del Brazo de Orión, en la Vía Láctea. Debe su nombre al científico que planteó por primera vez la hipótesis de su existencia, el astrónomo sueco Per Olof Lindblad, hijo del astrofísico Bertil Lindblad. Dentro de este anillo se encuentra el Sol y la mayoría de las estrellas visibles a simple vista.
Según algunos estudios, se originó hace unos 50 millones de años, cuando se originaron algunas grandes asociaciones OB, que ahora están parcialmente disueltas. A esa generación de estrellas también pertenecen dos asociaciones supervivientes: el cúmulo Alfa Persei (Mel 20) y Cefeo OB6. La acción combinada del viento estelar y explosiones de  supernovas creadas por las estrellas más masivas de estas asociaciones habría generado una poderosa onda de choque que habría barrido las posibles nubes interestelares, originando así una superburbuja con un radio de 200-500 pársecs. De este modo, el gas se habría acumulado en los bordes de esta estructura, donde se habrían desencadenado fenómenos de formación estelar que finalmente dieron lugar al nacimiento de muchas de las asociaciones OB observables alrededor del Sol, como la Asociación Scorpius-Centaurus, Orión OB2, Cefeo OB2 y otros, que forman el gran anillo de estrellas jóvenes y masivas conocido como Cinturón de Gould.
Esta nueva generación de estrellas está creando a su vez nuevas estructuras de burbujas mediante los mismos procesos, que ocupan lentamente la gran cavidad del Anillo de Lindblad; entre estas se encuentran la Burbuja Local, la Burbuja de Eridano y la Burbuja Loop I.